# Rua do Comércio do Porto
A Rua do Comércio do Porto ou Rua O Comércio do Porto é um arruamento na freguesia de São Nicolau da cidade do Porto, em Portugal.

## Origem do nome
O arruamento foi buscar o seu nome atual ao jornal O Comércio do Porto que, por volta de 1857, inaugurou instalações nesta rua.

## História
Esta rua atual resultou da junção das ruas da Rosa e da Ferraria de Baixo ou Ferraria Nova. A rua da Ferraria de Baixo começou a ser edificada no século XVI. 
Em 1727 iniciou-se a construção da igreja dos Terceiros no início da rua da Ferraria de Baixo, no local onde antes existia um convento da Ordem de São Domingos que foi destruído por um incêndio em 1777. A igreja acabou por ser demolida em 1837 para abertura da Rua de Ferreira Borges.
A rua da Ferraria de Baixo foi rebatizada como Rua do Comércio do Porto em homenagem ao jornal O Comércio do Porto que se instalou no local por volta de 1857.

## Pontos de interesse
- Janela do Hospital da Venerável Ordem Terceira de São Francisco, de elevado valor artístico.[6]

## Pessoas ilustres que moraram nesta rua
- Bento Carqueja
- Agostinho da Silva